# Ermida de Nossa Senhora do Rosário (Corval)

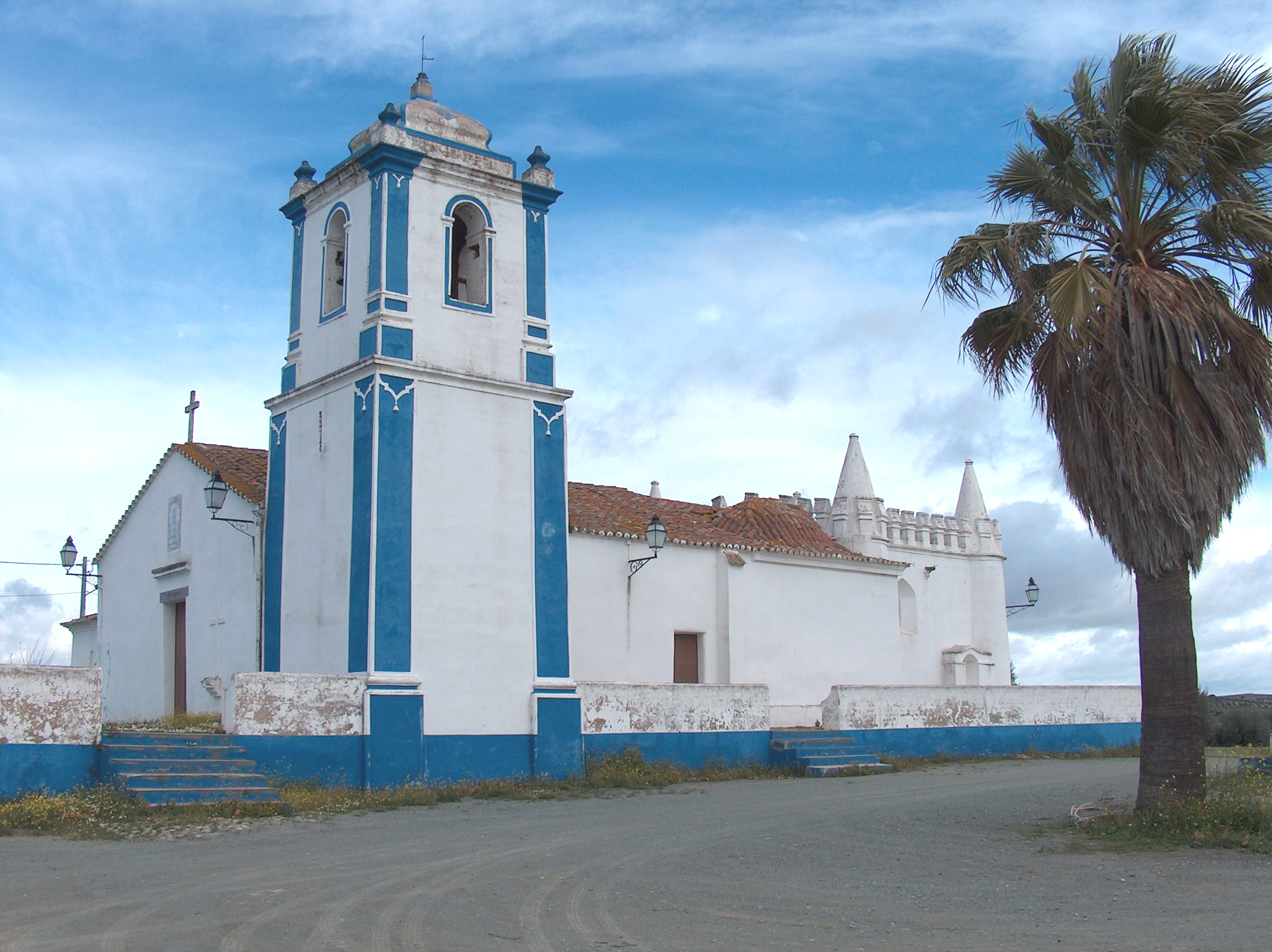
Ermida de Nossa Senhora do Rosário

A Ermida de Nossa Senhora do Rosário, também referida como Ermida de São Pedro, Capela de São Pedro, Matriz de São Pedro ou ainda Santuário de Nossa Senhora do Rosário, localiza-se na freguesia de Corval, no município de Reguengos de Monsaraz, tendo sido edificada no Século XVI, sofrendo alguma alterações no Século XVIII.
Desta ermida, partiram muitas vezes peregrinações ao Menir da Rocha dos Namorados, em especial em anos de seca.
Foi classificada como Monumento de Interesse Público (MIP) em 15 de junho de  2010.